# Денисенко Андрій Андрійович
Андрі́й Андрі́йович Денисе́нко (15 жовтня 1925,  місто Кривий Ріг, тепер Дніпропетровської області — 14 листопада 1998, місто Кривий Ріг Дніпропетровської області) — український радянський діяч, бригадир прохідників Криворізького рудника імені Карла Лібкнехта шахти «Дніпропетровська-Комсомольська-2», Герой Соціалістичної Праці (19.07.1958). Депутат Верховної Ради УРСР 5—6-го скликань. Кандидат у члени ЦК КПУ в 1960—1971 роках.

## Біографія
Народився в робітничій родині. Закінчив вісім класів середньої школи.
З 1944 по 1948 рік працював токарем рудника імені Карла Лібкнехта тресту «Ленінруда» міста Кривого Рогу Дніпропетровської області.
З 1948 року — прохідник, бригадир прохідників відділу капітального будівництва Криворізького рудника імені Карла Лібкнехта шахти «Дніпропетровська-Комсомольська-2» тресту «Ленінруда» Дніпропетровської області.
Член КПРС з 1958 року.
Прославився високою майстерністю видобування залізної руди. Учасник змагання швидкісних проходок гірничих виробіток союзного значення Міністерства чорної металургії СРСР. Бригаді Денисенка було присвоєно звання бригади комуністичної праці.
Закінчив Криворізький гірничорудний технікум.
З 1968 року — заступник начальника дільниці Криворізького рудоуправління імені Карла Лібкнехта шахти «Дніпропетровська-Комсомольська-2» Дніпропетровської області.
Потім — на пенсії в місті Кривому Розі Дніпропетровської області.

## Нагороди
- Герой Соціалістичної Праці (19.07.1958)
- орден Леніна (19.07.1958)
- ордени
- медалі
- знак «Шахтарська слава» ІІІ ст.